# Сторожевой (сторожевой корабль)
«Сторожево́й» — сторожевой корабль (СКР) проекта 1135. До июня 1977 года — большой противолодочный корабль (БПК) ВМФ СССР, Балтийский флот.

## Характеристики
Длина — 123 м, ширина — 14 м, осадка — 4,5 м. Скорость — 32 узла. Автономность: 30 суток.
Вооружение: ракетный противолодочный комплекс «Метель» (4 ПУ); два зенитно-ракетных комплекса «Оса» (40 ракет); две 76-мм спаренных автоматических артиллерийских установки АК-726; 2х4 533-мм торпедных аппарата; две 12-ствольных реактивных бомбомётных установки 12 РБУ-6000. Экипаж — 190 человек.

## Строительство
Зачислен в списки кораблей ВМФ СССР 20 октября 1970 года. 20 июля 1972 года состоялась закладка корабля на судостроительном заводе «Янтарь» в Калининграде.
21 марта 1973 года состоялся спуск на воду, 30 декабря того же года вошёл в строй.
7 декабря 1974 года вошёл в состав Балтийского флота.

## Восстание
Базировался в Балтийске. Во время ноябрьских праздников 1975 года принимал участие в военно-морском параде в Риге. В ночь с 8 на 9 ноября 1975 года управление кораблём было захвачено замполитом корабля, капитаном 3-го ранга В. М. Саблиным, изолировавшем командира корабля. При попытке пройти из Риги в Ленинград, либо, как это предполагалось, в Швецию, корабль был перехвачен пограничными сторожевыми кораблями и морской авиацией. Саблин был осуждён и впоследствии расстрелян.

## Дальнейшая служба
После инцидента в Риге экипаж был расформирован, а корабль с экипажем однотипного камчатского СКР «Дружный» через Атлантику, Индийский и Тихий океаны перешёл на ТОФ, прибыв на Камчатку в 1976 году. Название не менялось.
13 октября 2002 года на «Сторожевом» был спущен флаг, а корабль выведен из состава Тихоокеанского флота и продан в Индию на металлолом.